# Цицин, Николай Васильевич
Никола́й Васи́льевич Ци́цин (6 [18] декабря 1898, Саратов — 17 июля 1980, Москва) — советский ботаник, генетик и селекционер.
Академик АН СССР (1939), ВАСХНИЛ (1938; в 1938—1948 вице-президент). Дважды Герой Социалистического Труда (1968, 1978); Лауреат Ленинской (1978) и Сталинской премии второй степени (1943). Доктор сельскохозяйственных наук (1936). 

## Биография
Родился 18 декабря 1898 года в Саратове. Выходец из бедной крестьянской семьи, подростком работал на фабрике в Саратове.
В годы гражданской войны был военным комиссаром. После войны учился на рабфаке, а затем в Саратовском сельскохозяйственном институте. Окончил Саратовский институт сельского хозяйства и мелиорации (1927).
После окончания института работал на Саратовской сельскохозяйственной опытной станции. Общение с такими выдающимися селекционерами, как Н. Г. Мейстер, А. П. Шехурдин, П. Н. Константинов, определило дальнейшее направление работ молодого учёного. С самого начала его заинтересовала проблема создания более продуктивных сортов главной продовольственной культуры — пшеницы — на основе отдалённой гибридизации культурных растений с дикорастущими видами. Работая агрономом одного из отделений зерносовхоза «Гигант» Сальского района Ростовской области, Цицин скрестил пшеницу с пыреем и впервые получил пшенично-пырейный гибрид, что стало началом его работы в этом направлении. Широко вовлекал в скрещивание дикорастущие и культурные растения, прошедшие самостоятельные эволюционные пути, определившие их генетическую обособленность. Исследования, проводимые учёным в этом направлении, позволили создавать новые сорта растений, такие как многолетняя и зерно-кормовая пшеницы, межродовые пшенично-пырейные, пшенично-элимусные и ржано-пырейные гибриды. Эти разработки явились существенным вкладом в практику селекции и растениеводства нашей страны и имели большое значение для развития генетики в СССР.
В 1931—1937 годах — заведующий организованной им лабораторией пшенично-пырейных гибридов, в 1938—1948 председатель Государственной комиссии по сортоиспытанию сельскохозяйственных культур при министерстве сельского хозяйства СССР, вице-президент Всесоюзного общества генетиков и селекционеров им. Н. И. Вавилова, в 1940—1957 заведующий лабораторией отдалённой гибридизации АН СССР, с 1945 директор Главного ботанического сада АН СССР. В конце 1930-х годов поддерживал методы и идеи Т. Д. Лысенко, однако в 1948 году в письме к Сталину критиковал Лысенко за «научные ошибки», «попытки административными методами подавить научных оппонентов».
Основные труды посвящены отдалённой гибридизации растений. От скрещивания пшеницы с пыреем получил новый вид пшеницы (Triticum agropynotriticum). Автор сортов пшенично-пырейных гибридов. Председатель правления Совета ботанических садов АН СССР. Почётный член ряда академий социалистических стран (Академия наук Румынии, 1945 год. Президент (1958—1970) и вице-президент (с 1970) Советско-индийского общества дружбы и культурных связей, член Советского комитета защиты мира.
Делегат XX съезда КПСС. Депутат Верховного Совета СССР 1-го, 3-го и 4-го созывов.
Первого звания Героя Социалистического Труда удостоен 17 декабря 1968 года с формулировкой «за выдающиеся заслуги в развитии биологической и сельскохозяйственной наук и в связи с 70-летием со дня рождения».
В 1973 году выступил в газете «Правда» с осуждением деятельности академика А. Д. Сахарова.
В 1975 году выведенный под руководством Н. В. Цицина тетраплоидный сорт озимой ржи "Старт" дал урожай 45,1 центнера с гектара (превысив по урожайности диплоидный сорт "Харьковская-60")

## Основные работы
- Проблема озимых и многолетних пшениц. — М., 1935;
- Что даёт скрещивание пшеницы с пыреем. — М., 1937;
- Исследования в области вегетативно-половой гибридизации травянистых растений с древесными // Труды Зонального института сельского хозяйства нечернозёмной полосы СССР. — М., 1946;
- Пути создания новых культурных растений. — М., 1948;
- Отдалённая гибридизация растений. — М.: Сельхозгиз, 1954. — 432 с.
- Роль науки и передовой практики в подъёме сельского хозяйства. — М., 1954;
- Атлас лекарственных растений СССР / гл. ред. Н. В. Цицин. — М.: Гос. изд-во мед. лит, 1962. — 703 с.
- Ботанические сады СССР / АН СССР. Совет ботан. садов СССР. Науч. совет по проблеме «Интродукция и акклиматизация растений». — М.: Наука, 1974. — 192 с. — 4350 экз.
- Роль отдалённой гибридизации в эволюции растений. — М.: Наука, 1975;
- Многолетняя пшеница / АН СССР. Секция хим.-технол. и биол. наук, Гл. ботан. сад. — М.: Наука, 1978. — 288 с.
- Теория и практика отдалённой гибридизации / АН СССР. Гл. ботан. сад. — М.: Наука, 1981. — 159 с.

## Награды и премии
- Дважды Герой Социалистического Труда (17 декабря 1968, 15 декабря 1978)
- Орден Ленина (30 декабря 1935)
- Орден Ленина (10 июня 1945)
- Орден Ленина (9 сентября 1945) — за успешное выполнение задания Правительства в трудных условиях войны по обеспечению фронта и населения страны продовольствием, а также промышленности сельскохозяйственным сырьем
- Орден Ленина (19 ноября 1953)
- Орден Ленина (17 декабря 1968)
- Орден Ленина (17 сентября 1975)
- Орден Ленина (15 декабря 1978)[9][10]
- Орден Октябрьской Революции (18 декабря 1973)
- Орден Трудового Красного Знамени (16 сентября 1939)[11]
- Медаль «За боевые заслуги» (28 октября 1967)
- Другие медали
- Ленинская премия (1978)
- Сталинская премия II степени (22 марта 1943) — за выведение методом отдаленной гибридизации ряда ценных, высокоурожайных однолетних яровых и озимых пшенично-пырейных гибридов
- Орден Сельскохозяйственных заслуг (Франция, 1959)

## Увековечение памяти Н. В. Цицина
- Могила Н. В. Цицина на Новодевичьем кладбище в Москве
- В Саратове в сквере на улице Рахова установлен бюст
- Памятная доска на Доме на набережной в Москве
- Памятная доска у главного корпуса Главного ботанического сада имени Н. В. Цицина РАН в Москве